# 자스-발렌
자스-발렌(Saas-Balen)은 스위스 발레주의 피스프구에 있는 자치체이다. 미샤벨회르너와 돔 기슭에 있다.

## 역사
자스-발렌은 1304년에 baln으로 처음 언급되었다.

## 지리
자스-발렌의 면적은 2011년 기준으로 30.2k㎡이다. 이 지역의 10.7%는 농업용으로 사용되며, 22.7%는 산림이다. 나머지 토지 중 1.3%는 정착지(건물 또는 도로)이고 65.4%는 비생산적인 토지이다.
시정촌은 피스프 지구에 있다. 그것은 자스 계곡의 모든 시정촌 중 가장 작은 면적을 가지고 있다. 자스-발렌 마을, 니더구트(아우서-발렌), 비더마텐 및 타마텐의 일부(이너-발렌), 25개의 작은 고산 정착지로 구성되어 있다.

## 인구통계
2020년 12월 기준, 자스-발렌의 인구는 351명이다. 2008년 기준으로 인구의 6.2%가 거주하는 외국인이다. 2000년부터 2010년까지 지난 10년 동안 인구는 -4.6%의 비율로 변화했다. 이주로 인해 0.2%의 비율로, 출생 및 사망으로 인해 -2.7%의 비율로 변경되었다.
2000년 기준, 인구 대부분인 390명(98.2%)이 독일어를 모국어로 사용하고, 프랑스어가 2명(0.5%)으로 두 번째로 많이 사용되며, 세르보-크로아티아어가 2명(0.5%)이 세 번째이다.
지자체의 인구 중 325 또는 약 81.9%가 자스-발렌에서 태어나 2000년에 거기에서 살았다. 같은 주에서 태어난 40명(10.1%)가 있었고, 16명(4.0%)는 스위스 다른 곳에서 태어났다. 14명(3.5%)는 스위스 밖에서 태어났다.
2000년 기준으로 아동·청소년(0~19세)이 25.9%, 성인(20~64세)이 56.9%, 노인(64세 이상)이 17.1%를 차지한다.
2000년 기준으로 시정촌에 미혼이거나 독신인 사람은 168명이다. 기혼자는 197명, 미망인은 24명, 이혼한 사람은 8명이었다.
2000년 기준으로 시정촌에는 123가구이며, 가구당 평균 3.1명이다. 1인 가구는 21가구, 5인 이상 가구는 18가구였다. 2000 년에는 총 114채(전체의 57.6%)가 상설 임대되었고, 66채(33.3%)가 성수기, 18채(9.1%)가 비어 있었다.  2010년 시정촌 공실률은 1.96%였다.
역사적 인구는 다음 차트에 나와 있다.

## 국가중요문화재

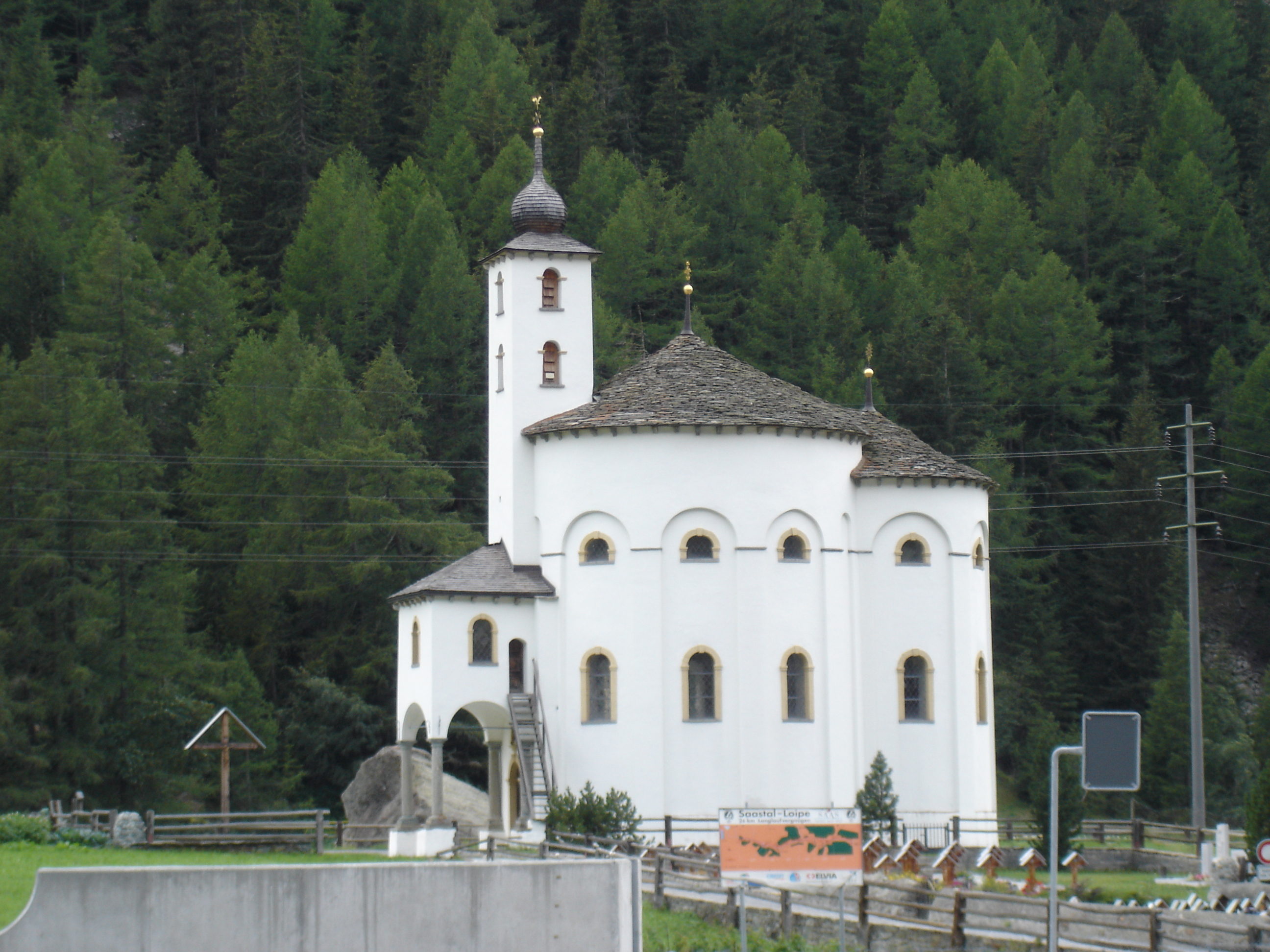
마리아 히멜파르트 교회

마리아 히멜파르트 교회는 국가적으로 중요한 스위스 문화 유산으로 등록되어 있다. 비더마텐의 전체 마을은 스위스 유산 목록의 일부이다.

## 정치
2007년 연방 선거에서 가장 인기 있는 정당은 70.13%의 득표율을 기록한 CVP였다. 다음으로 가장 인기 있는 세 정당은 SVP (12.95%), FDP (10.9%), SP (4.94%)였다. 이번 연방 총선에서는 총 227표가 나왔고, 투표율은 71.4%였다.
2009년 국무원 선거에서 총 274표가 투표되었으며, 그중 13표 또는 약 4.7%가 무효였다. 유권자 참여율은 88.7%로 주 평균인 54.67%를 훨씬 웃돌았다. 2007년 스위스 상원 선거에서 총 225표가 투표되었으며, 그중 6표 또는 약 2.7%가 무효였다. 투표 참여율은 71.2%로 주 평균 59.88%를 크게 웃돌았다.

## 경제
2010년 현재 자스-발렌의 실업률은 1.9%이다. 2008년 현재 1차 경제 부문에 25명이 고용되어 있으며, 이 부문에 약 14개 기업이 참여하고 있다. 7명이 2차 부문에 고용되었고, 이 부문에 2개의 기업이 있었다. 45명이 3차 부문에 고용되어 있으며, 이 부문에는 8개의 기업이 있다. 시정촌 주민은 179명으로 일정 정도 고용되었으며, 그중 여성이 전체 노동력의 41.9%를 차지하였다.
2008년에 정규직에 상응 하는 총 일자리 수는 51개였다. 1차 부문의 일자리 수는 8개였으며 모두 농업에 있었다. 2차 부문의 일자리 수는 7개로 그 중 2개(28.6%)가 제조업, 5개(71.4%)가 건설업이었다. 3차 부문의 일자리 수는 36개였다. 3차 부문의 경우; 도소매업은 11%(30.6%), 자동차 수리업은 22%(61.1%), 호텔이나 레스토랑은 61.1%였다.
2000년 기준으로 시정촌으로 출퇴근한 근로자는 12명, 출퇴근 근로자는 149명이었다. 지자체는 근로자의 순수출 지자체로, 들어오는 1명당 약 12.4명의 근로자가 지자체를 떠나고 있다. 근로 인구의 27.9%가 대중교통을 이용하여 출근하고, 57.5%가 자가용을 이용하였다.

## 종교
2000년 인구 조사에 따르면 378명(95.2%)이 로마 가톨릭 신자이고, 8명(2.0%)이 스위스 개혁 교회에 속해 있다. 나머지 인구 중 정교회 교인은 10명 (2.52%)이었다.

## 교육
자스-발렌에서는 인구의 약 150명(37.8%)이 비필수 고등교육을 이수했으며, 12명(3.0%)가 추가 고등교육(대학 또는 응용학문대학)을 이수했다. 고등교육을 이수한 12명 중 75.0%가 스위스 남성, 16.7%가 스위스 여성이었다.
2010-2011학년도 동안 자스-발렌 학교 시스템에는 총 8명의 학생이 있었다. 발레주의 교육 시스템은 어린이들이 1년 동안 의무가 아닌 유치원에 다닐 수 있도록 허용한다. 그 학년도에는 유치원 수업(KG1 또는 KG2)이 없었고 유치원생도 없었다. 주의 학교 시스템은 학생들이 6년 동안 초등학교에 다닐 것을 요구한다. 자스-발렌에는 초등학교에 한 학급과 8명의 학생이 있었다. 중등 학교 프로그램은 3년의 낮은 의무 교육(오리엔테이션 수업)과 3~5년의 선택적인 고급 학교로 구성된다. 자스-발렌의 모든 중고등학교 학생들은 인근 시정촌에 있는 학교에 다닌다.
2000년 현재, 시외 학교에 다니는 자스-발렌의 학생은 71명이었다.